# Leptagrion vriesianum
Leptagrion vriesianum är en trollsländeart som beskrevs av Santos 1978. Leptagrion vriesianum ingår i släktet Leptagrion och familjen dammflicksländor. Inga underarter finns listade i Catalogue of Life.